# 豪鎮區 (北達科他州格蘭特縣)
豪鎮區（英語：Howe Township）是位於美國北達科他州格蘭特縣的一個鎮區。

## 地方資料
豪鎮區的面積為81.99平方千米，當中陸地面積為81.93平方千米，而水域面積為0.05平方千米。根據2020年美國人口普查的數據，當地共有人口9人，而人口密度為每平方千米0.11人。